# راج و دی‌کی
راج نیدیمورو (انگلیسی: Raj Nidimoru) و کریشنا دی‌کی (انگلیسی: Krishna D.K.) که با نام هنری راج و دی‌کی (انگلیسی: Raj & DK) شناخته می‌شوند، یک زوج فیلمساز هندی هستند. آنها بیشتر به خاطر خلق آثار هیجان‌انگیز هندی مانند مجموعه تلویزیونی «مرد خانواده» (۲۰۱۹ تاکنون)، جعلی (۲۰۲۳ تاکنون) و «اسلحه‌ها و گلاب‌ها» (۲۰۲۳) شناخته می‌شوند.
آنها همچنین فیلم‌های ۹۹ (۲۰۰۹)، «شور در شهر» (۲۰۱۱)، برو گوآ رفته (۲۰۱۳)، پایان خوش (۲۰۱۴) و جنتلمن (۲۰۱۷) را کارگردانی کرده‌اند و فیلم کمدی ترسناک زن (۲۰۱۸) را نوشته‌اند.

## زندگی شخصی
راج نیدیمورو و کریشنا دی‌کی به ترتیب در تیروپاتی و چیتور، آندرا پرادش در خانواده‌های تلوگویی متولد شدند. آن ها در دانشکده مهندسی SVU با هم آشنا شده و در همان جا فارغ‌التحصیل شدند، پس از فارغ‌التحصیلی، برای دنبال کردن حرفه مهندسی نرم‌افزار به ایالات متحده مهاجرت کردند.

## حرفه
راج و دی‌کی قبل از کار روی فیلم انگلیسی زبان «طعم‌ها» (۲۰۰۳)، روی فیلم کوتاه «شادی.کام» (۲۰۰۲) که درباره مهاجران هندی بود کار کردند. اولین فیلم بلند هندی آنها فیلم ۹۹ بود که یک فیلم در ژانر جنایی-تخیلی بوده که در بمبئی و دهلی‌نو اتفاق می‌افتاد. نیویورک تایمز آن را «خنده‌دار، خلاقانه، و نشاط‌آور» نامید؛ مجله باکس آفیس (آمریکا) تحسین کرد که این فیلم «استانداردهای جدیدی را در سینمای هند تعیین می‌کند» و تعدادی از نشریات هندی به آن امتیاز چهار ستاره دادند. سایت ردیف به فیلم ۴ ستاره داد و به بینندگان گفت «که اگر برای دیدن این فیلم به سینما بروند با خنده و سرگرمی از سینما بیرون خواهند رفت». ایندیاتایمز نیز به آن ۳.۵ ستاره داد.
فیلم بعدی آنها، «شور در شهر»، فیلم هندی تحسین‌شده‌ی سال بود. این اثر نقدهای درخشانی از سوی نشریات مختلف رسانه‌ای دریافت کرده است. این فیلم با بودجه‌ی بسیار کمی ساخته شد و همین باعث شد که حتی قبل از اکران هم سودآور باشد. همچنین در جشنواره‌های معتبر فیلم در سراسر جهان برگزیده شد. روزنامه تایمز هند به آن چهار ستاره از پنج ستاره داد و اظهار داشت: «راج و دی‌کی با فیلمنامه‌ای احمقانه و فیلمبرداری عالی توشار کانتی‌ری و موسیقی پرانرژی ساچین جیگار، فیلم شور در شهر را خلق کردند که فیلم هنجارشکنی دیگری از اکتا کاپور است.» تاران آدارش از بالیوود هونگاما به آن سه و نیم ستاره داد و نوشت: «شور در شهر» از آن دسته‌ فیلم های نادر است که نه تنها جمعیت جشنواره و سینمادوستان را جذب می‌کند، بلکه تماشاگران پرشور سینما را نیز مجذوب خود می‌کند.» آنیرودها گوها از دیلی نیوز اند آنالیتیکس به آن سه ستاره داد و گفت: «شور در شهر از آن نوع فیلم‌های اطمینان‌بخشی است که در میان آنچه «بالیوود» هر هفته ارائه می‌دهد، آرزوی تماشایش را دارید. همچنین، چیزی را بیان می‌کند که احتمالاً قبلاً فقط به آن فکر کرده‌اید - «کارما یک عوضی است.» راجیو ماساند از سی‌ان‌ان نیوز به آن سه و نیم ستاره داد و گفت: «شور در شهر ترکیبی دلپذیر از طنز عجیب و غریب، خشونت وحشتناک و حساسیت غافلگیرکننده است که بر اساس قدرت فیلمنامه هوشمندانه و بازی‌های منسجم بازیگرانش ساخته شده است.» ردیف به این فیلم چهار ستاره داد و گفت: «فیلم «شور در شهر» ساخته راج و دی‌کی به طرز رباتیکی خود را در تاریخ سینمای هند ثبت می‌کند.» آنوپاما چوپرا از ان‌دی‌تی‌وی به فیلم چهار ستاره داد و نوشت: «شور در شهر فیلم فوق‌العاده‌ای است. غافلگیرکننده و نگران‌کننده است و رگه‌ای از طنز غنی و تاریک در آن جریان دارد.» شوبرا گوپتا از ایندین اکسپرس به آن امتیاز سه ستاره داد و اظهار داشت: «چیزی که «شور در شهر» را فوراً به یک اثر سرگرم‌کننده تبدیل می‌کند، پرداخت طنزآمیز و تاریک آن است. این فیلم باعث لبخند شما می‌شود زیرا طنز آن از درون می‌آید. تصنعی نیست. و احساسی است.» ما با شخصیت‌ها همدردی می‌کنیم.» توشار جوشی از میددی به آن امتیاز چهار ستاره داد و نوشت: «سرشار از طنز، کنایه و بذله‌گویی. این واقعاً زیبایی سازندگانی است که موفق می‌شوند شما را با داستان‌هایشان مجذوب خود کنند. اوج تماشایی داستان به راحتی یکی از بهترین آثار نوشته شده در دوران اخیر است.» کاران آنشومن از بمبئی میرور به آن امتیاز چهار ستاره داد و گفت: «سه داستان، یازده روز، لایه‌های بی‌شمار، شخصیت‌های باورپذیر، بازی‌های خوب، کارگردانی پرشور، فیلمنامه‌ی دقیق، انفجارهای لحظه‌ای از اصالت».
چند سال بعد، آنها با برو گوآ رفته برگشتند، فیلمی که ساختارشکن بود و اولین ژانر جدید هندی بود یک فیلم کمدی بیخیال که با وحشت ترکیب شده بود. این فیلم، به ویژه در بین مخاطبان جوان استقبال شد.
آنها برای بخش هندی فیلم سیتادل ساخته برادران روسو قرارداد بسته‌اند. اخیراً نیز یک قرارداد چند ساله با نتفلیکس امضا کردند.